# Grzęda (budownictwo)
Grzęda – określenie krótkiej jętki mocowanej tuż przy samej kalenicy, szczególnie w dachach o bardzo dużym spadku.